# 帰ってから、歌いたくなってもいいようにと思ったのだ。
『帰ってから歌いたくなってもいいようにと思ったのだ。』（かえってからうたいたくなってもいいようにとおもったのだ）は、ハナレグミの3枚目のスタジオ・アルバム。2005年1月26日にEMIミュージック・ジャパンよりリリースされた。
2017年10月25日にSPEEDSTAR RECORDSより再発。
2020年5月6日に他の楽曲と同時にサブスクリプション配信された。

## 概要
前作より1年ぶりとなるアルバム。先行シングルは発売されていない。
オリジナル新録曲7曲とSUPER BUTTER DOG時代の曲のセルフカバーや他のアーティストのカバーなどを合わせた13曲収録。全て東京郊外にあるハナレグミの自宅で8日間で録音された。
レコーディングには原田郁子、曽我大穂、高田漣、今野英明、鈴木惣一朗らが参加。
タイトルは料理家・高山なおみの「帰ってから、お腹がすいてもいいようにと思ったのだ。」（2001年4月発売、ロッキング・オン）から

## チャート成績
オリコン週間アルバムランキングでは週間11位にランクインした。2022年12月現在最も売れたアルバム。

## 収録曲
特記以外作詞・作曲：永積タカシ
1. ティップ ティップ [2:36]
作詞：若葉サイクル
SUPER BUTTER DOGのセルフカバー。1998年10月28日発売の2ndシングル「外出中」カップリング曲
2. 督促嬢 [5:36]
3. かえる [2:54]
作曲：永積タカシ・鈴木惣一朗
4. 僕は君じゃないから [3:29]
5. 男の子と女の子 [6:51]
作詞・作曲：岸田繁
くるりが2002年5月9日に発売したシングル曲のカバー
6. ねむるのまち 〜Tidur Tidur〜 [5:10]
7. ハナレイ ハマベイ [2:14]
8. 踊る人たち [5:05]
作曲：永積タカシ・TOMOHIKO
SUPER BUTTER DOGのセルフカバー。1998年6月10日発売の2ndアルバム『333号室』収録曲。
9. ボク・モード キミ・モード [4:48]
SUPER BUTTER DOGのセルフカバー。1999年11月25日発売の3rdアルバム『Hello! Feed☆Back』収録曲。
10. はなれ びいと [2:02]
インスト曲
11. 明日へゆけ [6:12]
後の2005年7月13日にシングル「サヨナラCOLOR / 明日へゆけ」としてSUPER BUTTER DOGでセルフカバーされた。
12. ありふれた言葉 [4:29]
作詞・作曲：今野英明
ROCKING TIMEのカバー。2002年8月21日発売の2ndアルバム『ROCKING TIME』収録曲。
13. Happy Birthday To You [2:30]
作詞・作曲:パティ・スミス・ヒル、ミルドレッド・ヒル
誕生日を祝うために歌われるアメリカの歌のカバー